# Boeing
A The Boeing Company (röviden Boeing), ejtsd ˈboʊɪŋ, egy amerikai multinacionális vállalat, amely repülőgépek, forgószárnyas légijárművek, rakéták és műholdak tervezésével, gyártásával és értékesítésével foglalkozik világszerte. A cég több mint 100 éves múltra tekint vissza. 2005-ben elnyerte a világ legnagyobb repülőgépgyártója címet, amelyet 2000 óta minden évben az Airbus vehetett át. A repülőgépeket Everettben, Seattle-ben és Rentonban gyártják. A székhelye Chicagóban van (Illinois állam). A Malév egykori flottájának 80%-a Boeing-gyártmány volt. A cég részvénye egyike annak a harminc részvényből álló kosárnak, amelyből a Dow Jones Ipari Átlagot számítják.

## Története

### 1950 előtt
A cég elődjét, a B&W-t William E. Boeing és George Conrad Westervelt alapította Seattleben, 1916. július 15-én. Még ebben az évben a cég neve Pacific Aero Productsra változott, 1917-ben pedig felvette a Boeing Airplane Company nevet.
1927-ben a Boeing légitársaságot alapított, Boeing Air Transport (BAT) néven. Egy évvel később ez a cég összeolvadt az alapító Boeing Airplane Company-val.
A második világháború alatt lett a légitársaság igazán nyereséges a számos állami megrendelés miatt.

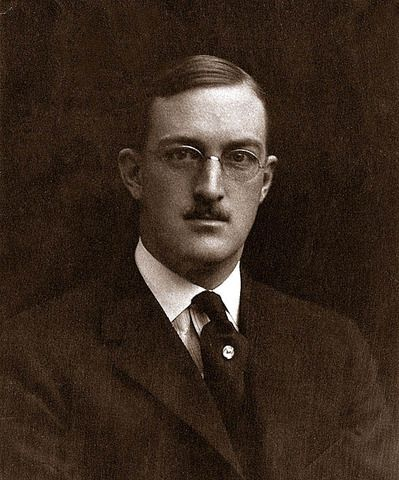
William E. Boeing arcképe

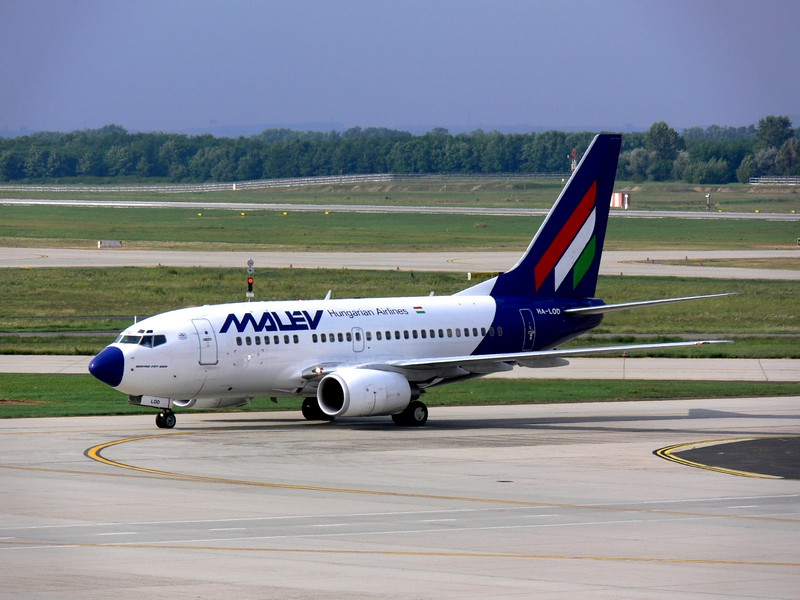
Boeing 737–600NG Malév Hungarian Airlines

### Fontos állomások
- 1916. Bejegyzik a Pacific Aero Products céget
- 1917. A cég neve Boeing Airplane Co.
- 1933. Létrehozzák a Boeing Aircraft Co. leányvállalatot
- 1947. A két cég egyesül
- 1960. A Boeing megvásárolja a Vertol helikoptergyártó céget
- 1961. A cég neve Boeing Companyra változik
- 1997. A Boeing megvásárolja a az elsősorban vadászbombázó repülőgépeket fejlesztő és gyártó McDonnell Douglast és ezzel jelentősen kibővül a hadipari termékköre.

## William Edward Boeing
1881-ben született. Első repülőgépét 35 éves korában fejlesztette ki Conrad Westervelt amerikai tengerésztiszt segítségével. A "B&W seaplane" nevet viselő kétüléses, két úszótalpas hidroplán gyártására alapította társaságát 1916-ban, melyet egy év múlva átkeresztelt Boeing Airplane Company-ra. Az 1910-es években még senki nem gondolta, hogy a repülés elterjed majd szerte a világon és forradalmasítja a közlekedést, ezért utasszállításról abban az időben még nemigen eshetett szó. A Boeing első ügyfele az amerikai hadsereg volt, amit csak évekkel később követtek a repülőtársaságok.

## Gyártmányai

### Polgári gyártmányok

#### Jelenleg is gyártott, fejlesztett repülőgépek
- Boeing 737
  - Boeing 737 MAX
- Boeing 767
- Boeing 777
  - Boeing 777X
- Boeing 787 Dreamliner

#### Gyártásból kivont típusok
- Boeing 247
- Boeing 314 Clipper
- Boeing 377 Stratocruiser
- Boeing 707
- Boeing 717
- Boeing 720
- Boeing 727
- Boeing 747
- Boeing 757
- DC–8
- DC–9
- DC–10
- MD–11
- MD–80
- MD–90

### Jelentősebb tervek, koncepciók
- Boeing Pelican
- Boeing Sonic Cruiser
- Boeing 2707 - SST (Super Sonic Transport)
- X–20 Dyna-Soar
- X–37
- X–51 Waverider

### Űrkutatás
- S-IC - A Saturn V rakéta első fokozata
- Mariner–10 űrszonda
- Delta III hordozórakéta
- Delta IV hordozórakéta
- A Nemzetközi Űrállomás főbb amerikai gyártású részegységei
  - Unity modul
  - Destiny modul
  - Integrált rácsszerkezet
- CST–100 Starliner
- Space Launch System - Az SLS hordozórakéta első fokozata

### Katonai repülőgépek és hadipari termékek

#### Repülőgépek és helikopterek
- AH-6 Little Bird
- AH-64 Apache
- B-1B Lancer
- B-52 Stratofortress
- C-17 Globemaster III
- F/A-18 Hornet
- F-15 Eagle
- KC-46A Pegasus
- P-8 Poseidon
- T-7A Red Hawk
- V-22 Osprey

#### Fegyverek
- Small Diameter Bomb (SDB I)
- JDAM / Laser JDAM / Powered JDAM
- Harpoon